# Adam Lambert
Adam Mitchel Lambert (Indianápolis, 29 de enero de 1982) es un cantante, actor y modelo estadounidense, residente en Los Ángeles, California. Se hizo famoso mundialmente al participar en la 8.ª temporada del concurso American Idol en el que quedó segundo. Ha lanzado 4 álbumes de estudio: For Your Entertainment, en el que se encuentra su sencillo más exitoso, "Whataya Want From Me". Take One, un álbum que grabó en 2005, antes de darse a conocer y que nunca llegó a promocionar, Trespassing. Y por último "The Original High" lanzado en 2015. Ha obtenido un gran número de nominaciones, en donde se encuentra nominación a un premio Grammy por su canción "Whataya Want From Me". Con su álbum, For Your Entertainment debutó en la posición #3 de Billboard 200 con 198.000 copias vendidas en la primera semana de su lanzamiento y alcanzó el top 10 en varios países. En 2010, sale de gira por América y Europa, "Glam Nation Tour", para promocionar el álbum. 
Con su segundo álbum,Trespassing, Adam consigue llegar a la posición #1 de Billboard 200, siendo el primer solista abiertamente gay en conseguirlo. En 2014, interpretó a Elliott "Starchild" Gilbert en la quinta temporada de la exitosa serie estadounidense Glee.
Desde 2012, colabora con los dos miembros activos de la banda británica Queen, Brian May y Roger Taylor, en el proyecto Queen + Adam Lambert, en el que participa como vocalista.

## Primeros años y educación
Adam Lambert nació en Indiana, Estados Unidos y allí vivió durante un año, hasta trasladarse a "Rancho Peñasquitos", San Diego, California, donde se crio con sus padres, Eber y Leila Lambert, y su hermano pequeño, Neil. Asistió a las escuelas "Deer Canyon Elementary School", "Mesa Verde Middle School", y "Mt. Carmel High School" en donde participó en actividades de teatro, coro y banda de jazz.
Adam Lambert es judío  por lazos de sangre materna, no se considera religioso practicante, más bien espiritual. Interpretó el tema “The Prayer” en el "Temple of the Arts at Saban Theatre" y “Shir LeShalom” en un homenaje al asesinado primer ministro israelí, Rabin Yizthak. Su familia paterna es originaria de Noruega.

## Trayectoria

### Primeros años de su carrera musical
Adam Lambert ha sido actor de musicales desde que tenía 10 años, actuó como Linus en San Diego en la producción teatral "You're a Good Man, Charlie Brown" en el "Lyceum Theater" y entre otros realizó una gira por Europa durante 6 meses participando en Hair (musical).
Desempeñó el papel de Joshua en la obra "The Ten Commandments: The Musical" en el Teatro Kodak, el mismo teatro donde se realizarían, años más tarde, las audiciones de la fase final para su temporada como participante en American Idol. En la obra apareció junto al actor Val Kilmer, posteriormente se editó un DVD del musical y se editó el sencillo de la actuación principal de Adam Lambert "Is Anybody Listening?". 
También actuó en el musical Wicked con el personaje Fiyero hasta que se incorporó en American Idol.
Desde 2004 realizó actuaciones glam en el Zodiac Show, cocreado por Carmit Bachar de las Pussycat Dolls, también realizó actuaciones de estilo más íntimo en el Upright Cabaret.
Los Angeles Times entrevistó en profundidad a Adam Lambert y publicó una serie de cuatro entrevistas denominadas "Adam Lambert: The Ultimate Interview", enfocándose en profundidad en los primeros años de su carrera.

#### American Idol[13]
Adam Lambert audicionó para la 8ª temporada de American Idol en San Francisco, California. Cantó "Rock With You" de Michael Jackson y "Bohemian Rhapsody" de Queen, Simon Cowell opinó que era muy teatral, recibió los cuatro votos positivos de los jueces y fue felicitado por su registro vocal.
En las audiciones de Hollywood, en el Teatro Kodak, cantó "What's Up" de "4 Non Blondes", "Some Kind Of Wonderful" de "Soul Brothers Six" en una actuación en grupo, el jurado le dijo que era un cantante increíble, luego cantó la canción "Believe" de Cher en donde obtuvo el pase al Top 36, donde cantó "(I Can't Get No) Satisfaction" de The Rolling Stones. La jueza Paula Abdul dijo que parecía su propio concierto, no una audición. Adam Lambert fue elegido por el público como el concursante masculino con mayor cantidad de votos y logró ser uno de los 13 finalistas de American Idol.

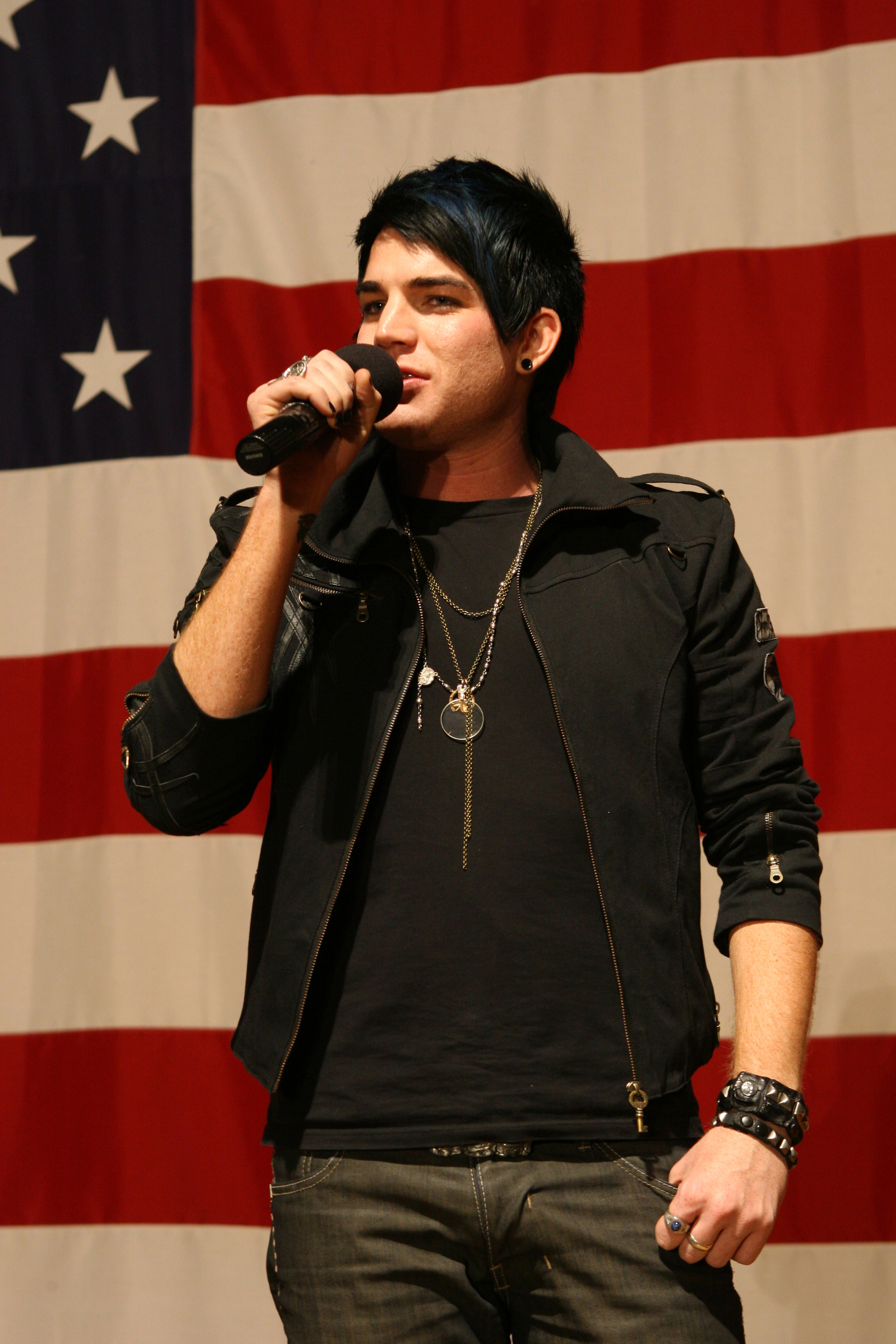
Adam Lambert.

Esa semana se publicaron en internet imágenes de Adam Lambert besándose con su exnovio Brad Bell y fotos del festival Burning Man. Él contestó a la prensa: "Yo sé quién soy" "Soy un hombre honesto, y voy a seguir cantando". Su exnovio Drake Labry y la familia de este, formaron parte del público entre los representantes de familiares y amigos de Adam Lambert en American Idol.
En el top 13 cantó "Black or White" de Michael Jackson, la jueza Paula Abdul pronosticó que iba a ser el ganador o finalista de la competición y que él era el concursante novato más hábil en el escenario de la historia del programa. En el top 11 semana country cantó "Ring Of Fire" de Johnny Cash, Simon Cowell lo calificó como "indulgente basura" y dijo que no iría jamás con él a Nashville. En la semana de Motown, cantó "The Tracks of My Tears" del grupo "The Miracles", les gustó a todos los jueces, hasta Simon proclamó que "había pasado a ser realmente una estrella, esa noche". Smokey Robinson, el mentor de la semana de Motown y propio autor de la canción que interpretó Adam, le dio una cerrada ovación. En el top 9 cantó "Play That Funky Music" de Wild Cherry.
En el top 8 cantó "Mad World" de "Tears for Fears" versionada por Gary Jules, Simon Cowell se levantó de su silla y aplaudió por primera vez en 8 ediciones de este programa, a él se le unieron los otros tres jueces Paula Abdul, Randy Jackson y Kara DioGuardi. En el Top 7 cantó "Born to Be Wild" de Steppenwolf. En el top 6 cantó "If I Can't Have You" de Yvonne Elliman, a la jueza Paula Abdul se le saltaron las lágrimas. Sorprendentemente en los resultados del top 5 cantó "Feeling Good" de Sammy Davis, Jr. y siendo favorito en todas las encuestas, apuestas y máximo vendedor de descargas iTunes se encontró entre los dos participantes menos votados. La prensa hizo mención a la similitud con Daughtry, él cual quedó cuarto pero arrasó con su álbum debut Daughtry (álbum).
En el top 4 pudo cantar su canción favorita "Whole Lotta Love" de Led Zeppelin de la cual nunca se habían prestado los derechos de autor para ningún concurso televisivo, también cantó "Slow Ride" de Foghat a dúo con Allison Iraheta.
El 8 de mayo de 2009, en el top 3, visitó su ciudad natal San Diego, California, y cantó en el estadio de su antiguo colegio el "Mt. Carmel High School", en el que años atrás cantó "It's So Hard To Say Goodbye To Yesterday" en su ceremonia de graduación. El 8 de mayo fue declarado "Día de Adam Lambert" en San Diego, por el alcalde de San Diego, Jerry Sanders, Adam visitó "La Marine Corps Air Station Miramar" donde interpretó el tema The Star-Spangled Banner. En el Top 3 cantó "Cryin" de Aerosmith y "One (U2)" de U2. En el Top 2 cantó "Mad World" de Tears for Fears, "A Change Is Gonna Come" de Sam Cooke y "No Boundaries" de Kara Dioguardi.
En la gala final cantó con la banda de rock "Kiss" las canciones "Beth" & "Detroit Rock City" & "Rock N' Roll All Night" y con el grupo Queen "We Are The Champions" de la cual ya había hecho un remix para la actuación de "JabbaWockeeZ & Super Crew VMA Challenge" en el programa de baile de MTV antes de entrar en American Idol.

#### Controversia en los resultados de American Idol
Razones publicadas en prensa por las que no obtuvo el título fueron su orientación sexual y su religión. Otra razón publicada fue la de ser el claro favorito, él fue el concursante con mayores ventas de sus actuaciones Idol en iTunes, y mayores búsquedas Google de la octava temporada de American Idol y no necesitaba ganar para conseguir un contrato discográfico,
su álbum de actuaciones de American Idol consiguió llegar al puesto 33 en los charts de Billboard, el del ganador de American Idol se situó en el puesto 55, y otra causa la desveló el periódico The New York Times, un polémico sistema de voto telefónico gratuito de AT&T, que usó el estado de Arkansas, consiguiendo 38 millones de votos para Kris Allen, el 38% del voto total, en un estado de 2,8 millones de habitantes.
Ryan Seacrest nombró ganador de American Idol 2009 a Kris Allen, heterosexual, casado y cristiano de 23 años, y nombró a Adam Lambert super estrella, ya que fue favorito del público, los jueces, los críticos musicales y la prensa durante todo el concurso.
Kris Allen dijo que Adam Lambert merecía ganar American Idol 2009, pero Adam Lambert está muy feliz, no le importa el título, al grupo Queen le gustó la idea de que Adam Lambert llegara a trabajar con ellos y el grupo Kiss le invitó a participar con ellos en su ruta de conciertos pero Adam Lambert comenzó el tour de American Idol junto con los concursantes del top 10 y él aseguró que primero quería comenzar su carrera como cantante. Él quería lanzar un disco con sonidos diferentes, camaleónico, como su paso por American Idol.
El título de ganador de American Idol llevaba consigo grabar la canción "No Boundaries", aunque Adam no obtuvo el título, los productores del programa decidieron sacar a la venta el sencillo que él grabó de esa misma canción. 
En su página web oficial hay registrados 5 veces más usuarios que en la del ganador Kris Allen y se ha convertido en la 2ª página de Sony con mayor número de usuarios, sólo superándole la página oficial de Beyoncé.

## Después de American Idol, "For Your Entertainment" y "Trespassing"
El 12 de junio de 2009 sale en la portada de la revista Rolling Stone en la edición americana, y ahí confirma su homosexualidad y una experiencia psicodélica tras ingerir unos hongos en el festival Burning Man que fue lo que le hizo decidirse para audicionar en American Idol. En la entrevista habla sobre sexo, drogas, música y American Idol. 
. Confirmándolo posteriormente en el canal American Broadcasting Company. 
Tras la muerte de Michael Jackson, es entrevistado por diferentes medios destacando el documental "Michael Jackson - The Man and His Music" del programa 20/20 del canal ABC News. y la revista Rolling Stone.
En el tour de American Idol por Estados Unidos y Canadá, Adam Lambert cantó "Whole Lotta Love", "Mad World", "Slow Ride" y dos nuevas versiones para la gira en exclusiva "Starlight" de Muse y un mix de canciones de David Bowie: "Life on Mars", "Fame" y "Let's Dance". Sus familiares y amigos pudieron verle en los conciertos del estado de California.
Adam Lambert fue el verdadero ídolo, sus fanes llegan a ser el 75% de la audiencia, las cifras de ganancias de los conciertos superan ediciones anteriores y él, recibe las mejores críticas en periódicos como The New York Times. 
El 7 de agosto es retrasmitido en directo un concierto especial desde el Central Park de Nueva York para el programa "Good Morning America" del canal ABC, en el que compartió escenario con Kris Allen y David Cook.
En el verano de 2009, Adam trabaja coescribiendo canciones con grandes productores como RedOne, Dr. Luke, Claude Kelly, Greg Wells, Linda Perry, Sam Sparro o Ryan Tedder, 
El álbum debut llamado For Your Entertainment salió a la venta el 23 de noviembre de 2009, pero se podía preordenar su compra desde finales de septiembre, a través de portales de Internet que realizan ventas y envíos internacionales . For Your Entertainment de Adam Lambert estuvo en lo alto de las listas del portal Amazon alcanzando el primer puesto de los álbumes preordenados.
El 13 de octubre junto con Paula Abdul y Snoop Dogg anuncia los nominados de los American Music Awards del 2009.
El primer sencillo o single del álbum For Your Entertainment toma su mismo nombre "For Your Entertainment", disponible en radios a partir del 30 de octubre y es presentado en la ceremonia de los American Music Awards el 22 de noviembre de 2009, donde Adam Lambert actúa con voz en vivo en un riguroso directo televisado por el canal ABC y emitido en directo por Internet Via Ustream.

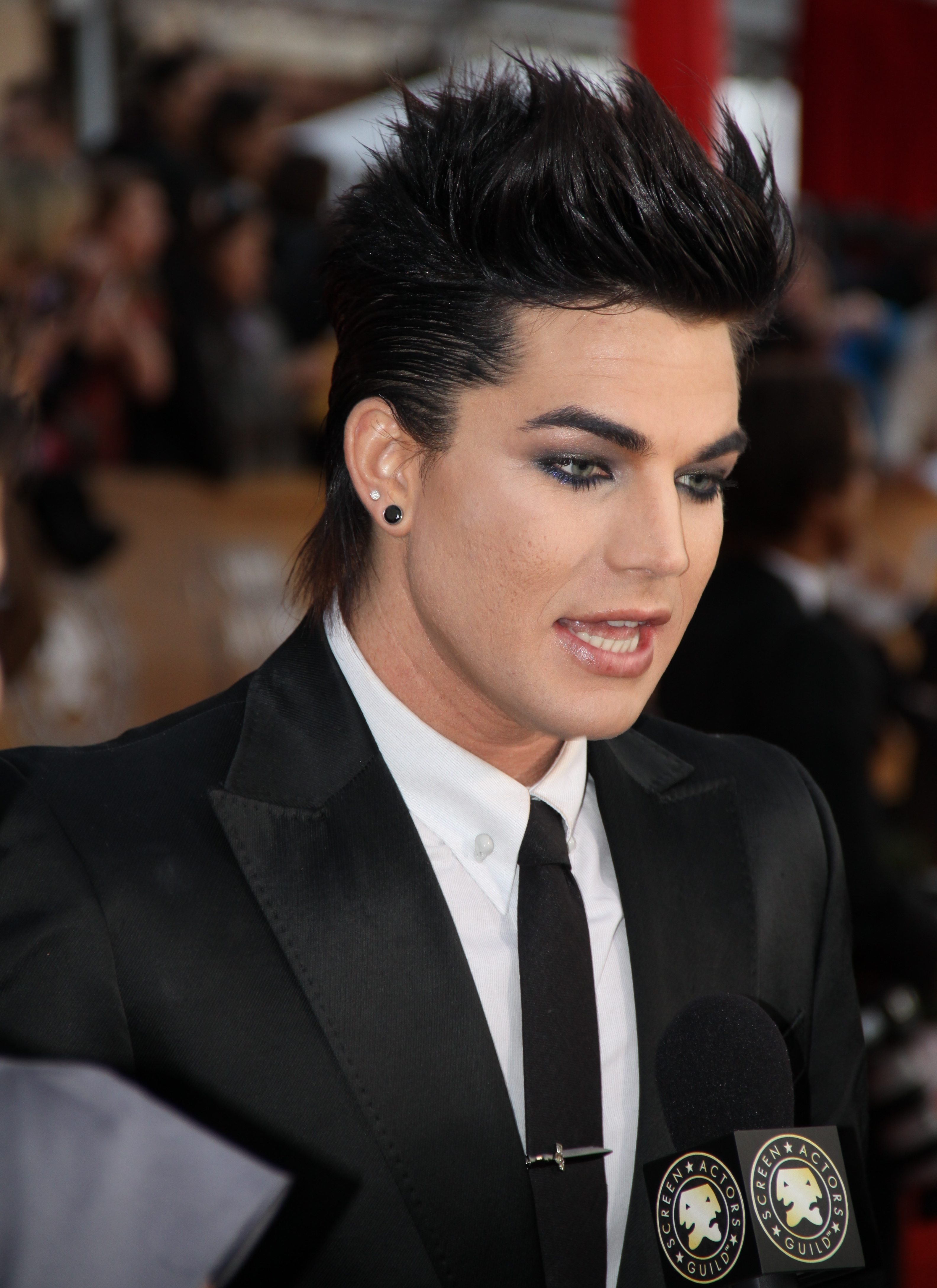
Adam Lambert en los Premios del Sindicato de Actores en 2010.

Adam Lambert actuó el 25 de noviembre en 'Early Show' del canal CBS, tras la anulación de la emisión por parte del canal ABC "Good Morning America" alegando que podría realizar otra "controvertida" actuación como en los AMA, los fanes de Adam Lambert contestan al canal ABC haciendo que la palabra #ShameOnYouABC sea tema de tendencia (Trending Topic) apoyándolo, Adam Lambert declaró "Hay un doble rasero, las artistas pop femeninas han estado haciendo cosas así durante años, y el hecho de que sea un chico, hace que sea censurado y discriminado". "La gente tiene miedo y es realmente triste. Me gustaría que abrieran su mente y se rieran, no es para tanto". Mientras la ABC continua sus cancelaciones como la aparición en el programa de Jimmy Kimmel, Adam Lambert canta en directo para programas como The Ellen DeGeneres Show o el show de David Letterman y consigue ser el tercer disco más vendido y el primero en pop en Estados Unidos superando a Lady Gaga o Rihanna, pero solo siendo superado por Andrea Bocelli y Susan Boyle. Finalmente ABC invita a Adam al programa "The View" y emite su entrevista para el especial "Most Fascinating People of 2009".
Adam despide el año 2009 en directo desde Los Ángeles dando un concierto en "Times Square Stage" en "Hollywood backlot" para "Gridlock 2010 New Year’s Eve" presentado por Pamela Anderson. 
En 2010 promociona internacionalemente su álbum "For Your Entertainment" en Australia, Singapur, Japón, Reino Unido, Alemania y Escandinavia. Adam Lambert regresa a American Idol el 13 de abril del 2010 como mentor, siendo esta la primera vez que un exconcursante se convierte en mentor y el 14 de abril actúa en directo.
En verano de 2010 comienza su gira "Glam Nation Tour" en Norteamérica, pero por Twitter confirma que su gira será internacional para el otoño de 2010.
En los EMA (Europe Music Awards) de 2011, celebrados en Belfast el 6 de noviembre, Adam Lambert actuó junto al célebre grupo Queen, receptor en la misma gala del premio "Global Icons". Adam tuiteó que estaba realmente emocionado por actuar con Queen.
En 2012, comienza a promocionar su segundo álbum de estudio "Trespassing" cantando su primer sencillo "Better Than I Know Myself" en "The Tonight Show with Jay Leno" y "The Ellen DeGeneres Show".
Continúa su promoción visitando un gran número de estaciones de radio, cantando en vivo tanto para los oyentes de los programas de radio en los que fue invitado, como para un pequeño público afortunado que le acompañó en varias ocasiones. También ese mismo año participó en el episodio de Halloween de la famosa serie Pretty Little Liars como estrella invitada en la fiesta de Halloween actuando e interpretando sus canciones "Trespassing" y "Cuckoo".
Adam anunció por Twitter su regreso al show que lo llevó a la fama, "American Idol" para dar un concierto y promocionar el segundo sencillo de su álbum, "Never Close Our Eyes".
El 16 de mayo de 2013, apareció en "American Idol" cantando con la finalista de la temporada Angie Miller la canción "Titanium".
El 25 de mayo de 2013, participó en el festival "Life Ball" en Viena, interpretando su nuevo sencillo "Love Wins Over Glamour" vestido de Alí Babá.
El 10 de julio de 2013, Ryan Murphy anunció por su cuenta oficial de Twitter, que Adam aparecería en la 5ª temporada de "Glee".
Adam apareció en el capítulo 4, 'A Katy Or A Gaga', de la quinta temporada de Glee, interpretando el papel de un joven de Nueva Jersey llamado Elliott "Starchild" Gilbert. Cantó la canción "Marry The Night" de Lady Gaga y "Roar" de Katy Perry. Apareció también en el capítulo 7, "Puppet Master", cantando la canción "Into the Groove" de Madonna.
En 2013, Adam Lambert se unió a Warner Bros. Records abandonando su antiguo sello discográfico RCA records. The original High, lanzado el 16 de junio de 2015 fue producido por Max Martin y Shellback. Como primer sencillo, Adam lanzó Ghost Town, junto con su exitoso videoclip lanzado el 29 de abril de 2015. Fue uno de los sencillos con más éxito en su carrera profesional, de nuevo sonido con influencias Dance. Posteriormente, lanzó "Another lonely night" como segundo sencillo del disco junto con el videoclip. The original High ha sido evaluado muy positivamente por la crítica y reconocido como ´´el mejor disco de Adam Lambert´´ hasta ahora.
El 17 de marzo de 2016, lanzó por sorpresa un nuevo sencillo junto con Laleh, llamado ´´Welcome to the show´´, y ese mismo lanzó junto a Steve Aoki & Felix Jaehn el sencillo "Can´t Go Home" que forma parte el más reciente álbum de Aoki

## Queen + Adam Lambert
En 2009, dos de los miembros supervivientes de la banda de rock Queen, Brian May y Roger Taylor (John Deacon ya estaba retirado desde 1997) fueron invitados al programa final de American Idol para cantar con los finalistas del programa, uno de ellos era Adam Lambert, quien impresionó a los veteranos músicos.
En 2011 Brian May y Roger Taylor invitaron a Adam Lambert a cerrar la ceremonia de los MTV Europa Music Awards. Después de haber recibido una respuesta positiva por parte del público, el trío fue invitado como cabeza de cartel del festival de rock Sonisphere en 2012 como Queen + Adam Lambert. El festival fue cancelado posteriormente, pero la banda y el vocalista organizaron una serie de conciertos por Europa y Reino Unido en el 2012, incluyendo una presentación en la plaza de la Independencia de Kiev con Elton John a beneficio de la fundación contra el sida, Elena Pinchuk.
En 2013 la banda se presentó como cabeza de cartel en el festival iHeartRadio en Las Vegas como Queen + Adam Lambert, obteniendo excelentes críticas por parte de la prensa. The Washington Post publicó que Lambert "estaba listo para el trono".
En 2014 Queen + Adam Lambert anunció un tour por Estados Unidos, comenzado en Chicago. La gira incluyó presentaciones en emblemáticos lugares como El Forum de los Ángeles y el Madison Square Garden. El tour fue un éxito en ventas y recibió excelentes críticas por parte de la prensa y fanáticos. La gira se extendió a Australia, Nueva Zelanda, Japón y Corea del Sur. 
El 31 de diciembre de 2014 la banda se presentó en el Westaminster Hall, en Londres, en un concierto para el fin de año, que fue televisado en vivo por BBC One junto con la transmisión del despliegue de fuegos artificiales. La presentación recibió excelentes críticas y ayudó a posicionar a Adam Lambert como vocalista de la banda en Reino Unido, de donde son nativos los miembros originales de Queen. En los días consecutivos, "Adam Lambert" estuvo posicionado en el top de búsquedas de internet en el país.
En 2015 la banda continuó el tour por Europa y Reino Unido, obteniendo éxito en las ventas del concierto y recibiendo la aclamación de la crítica. The Telegraph llamó a Lambert "uno de los mejores cantantes del mundo". En el mes de febrero fue anunciada la participación de la banda en el festival Rock in Río, en Brasil, el 18 de septiembre de 2015. Posteriormente, se presentarán en Argentina y en Chile. 
A diferencia de la colaboración Queen + Paul Rodgers, durante la gira Queen + Adam Lambert, el vocalista sólo interpreta canciones del catálogo musical de Queen.
En medio de la gira Queen + Adam Lambert por Europa, Lambert anunció que su nuevo álbum de estudio sería publicado a mediados del año 2015, y que su primer sencillo saldría a la venta en el mes de abril del mismo año. En una entrevista para Billboard dijo haber estado influenciado por la banda Queen y la ciudad de Londres durante el desarrollo de su álbum, ya que pasó mucho tiempo con los miembros de la banda y visitó Londres frecuentemente por los ensayos.  
En 2014 recibieron el premio como banda del año en los Rock Roll of Honour Awards, un evento auspiciado por la revista Classic Rock Magazine que es publicada por Team Rock.
En el 2019 en la gala de los premios Óscar de la Academia de Cine Queen + Adam Lambert tocaron en la apertura de los premios.
El 4 de febrero de 2020, Lambert lanzó la canción retro-funk Roses con Nile Rodgers y el 30 de abril del mismo año se une nuevamente a Queen para lanzar el tema You Are the Champions, una reinterpretación del famioso We Are the Champions, cuyos beneficios fueron donados al Fondo de Respuesta Solidaria COVID-19 de la Organización Mundial de la Salud. 
El 2 de octubre de 2020 se publica el primer álbum de Adam Lambert junto a Queen, un álbum en directo titulado Queen + Adam Live Around the World con el que debutan en el primer puesto de las listas británicas y que fue seguido por el estreno de una película grabada durante la gira que muestra imágenes de las actuaciones.

## Voz
Adam Lambert tiene la extensión vocal de Tenor de 3 octavas[cita requerida]. Tiene un control experto sobre su voz, produciendo notas que están bien soportadas y bien logradas a través de una gran técnica. Es capaz de cantar notas complejas y sostenerlas por períodos de tiempo sin vacilar en el tono, aparentemente sin esfuerzo. Es un experto en mezclar la voz para que los cambios de registros no sean identificables[cita requerida], y el efecto de esto es que hace que el sonido de la voz parezca casi ilimitada. 
Su registro más bajo es oscuro y ligero con una calidad entrecortada en sus extremos más bajos, sin embargo, empieza a solidificarse y a volverse más seguro rápidamente como lo alcanza. Su rango medio es sólido, de peso medio y redondeado[cita requerida]. 
La amplitud de su tesitura es su mayor fortaleza. Posee una cualidad elástica que le permite estirar hasta lo alto de la quinta octava y aunque el tono es ligero en comparación con el rango inferior es resonante, claro, brillante y verdaderamente impresionante. Las notas superiores, la quinta octava, puede ser alcanzada por la mezcla con la voz de cabeza, para crear un tono fuerte, más completo, que se puede utilizar en el rock.
Los críticos, celebridades y colegas han sido muy francos en sus elogios por las habilidades vocales de Adam. En una entrevista de prensa en 2009 "Associated Wicked" el director del casting, Bernard Telsey, recordó la audición de Adam Lambert y su increíble voz, y dijo: "Yo, literalmente, recuerdo haber dicho, 'Oh, Dios mío, este chico tiene el rango más alto'". El productor Rob Cavallo describió una vez a Adam como "que tiene un alcance ilimitado, así como ser capaz de cantar todas las notas de una guitarra de menor a mayor". David Stroud, un profesor vocal de Los Ángeles con quien Adam Lambert entrenó para su gira internacional en 2010 "Glam Nation Tour", en la que realizó 113 shows sin descanso vocal, describió a Adam como ser capaz de "hacer cosas extremas con su voz que la mayoría de los cantantes probablemente nunca serán capaces de hacer". En 2011, cuando tomó el escenario de los MTV Europe Music Awards junto a Queen cuyo grupo era homenajeado, fue un partido apropiado para Adam Lambert, cuyo estilo y voz han sido a menudo comparados con Freddie Mercury. Brian May, guitarrista de "Queen", señaló que la voz de Adam Lambert tiene "sensibilidad, profundidad, madurez, y el rango y el poder impresionante que hará soltar las mandíbulas", mientras que Roger Taylor añadió que Adam tenía "el mejor rango que había escuchado". En una entrevista con la BBC en 2012, Pharrell Williams, después de colaborar con Adam Lambert en su álbum "Trespassing", comentó: "Este chico tiene una voz como la de una sirena, no hay chicos que puedan cantar en ese rango".

## Influencias musicales
Adam Lambert se inspiró cuando su padre le dio acceso a su colección de discos de los años 70. Rápidamente se vio atraído por el rock teatral de artistas como David Bowie, Michael Jackson, Queen, Aerosmith y Led Zeppelin. Aunque también ha reconocido que se ha visto influenciado por artistas pop como Britney Spears, Madonna, Christina Aguilera, Whitney Houston, Donna Summer y Lady Gaga. Pero generalmente ha citado a menudo que muchas de sus influencias más fuertes han sido los cantantes británicos, como Freddie Mercury, David Bowie y Robert Plant. En una entrevista con NPR, Adam confesó que pasó horas y horas escuchando a la banda "Queen", tratando de encontrar la manera de cantar como Freddie Mercury.
Su propia música ha sido influenciada por numerosos géneros ya sean rock clásico, pop y música electrónica. Su estilo se basa en gran representación teatral.

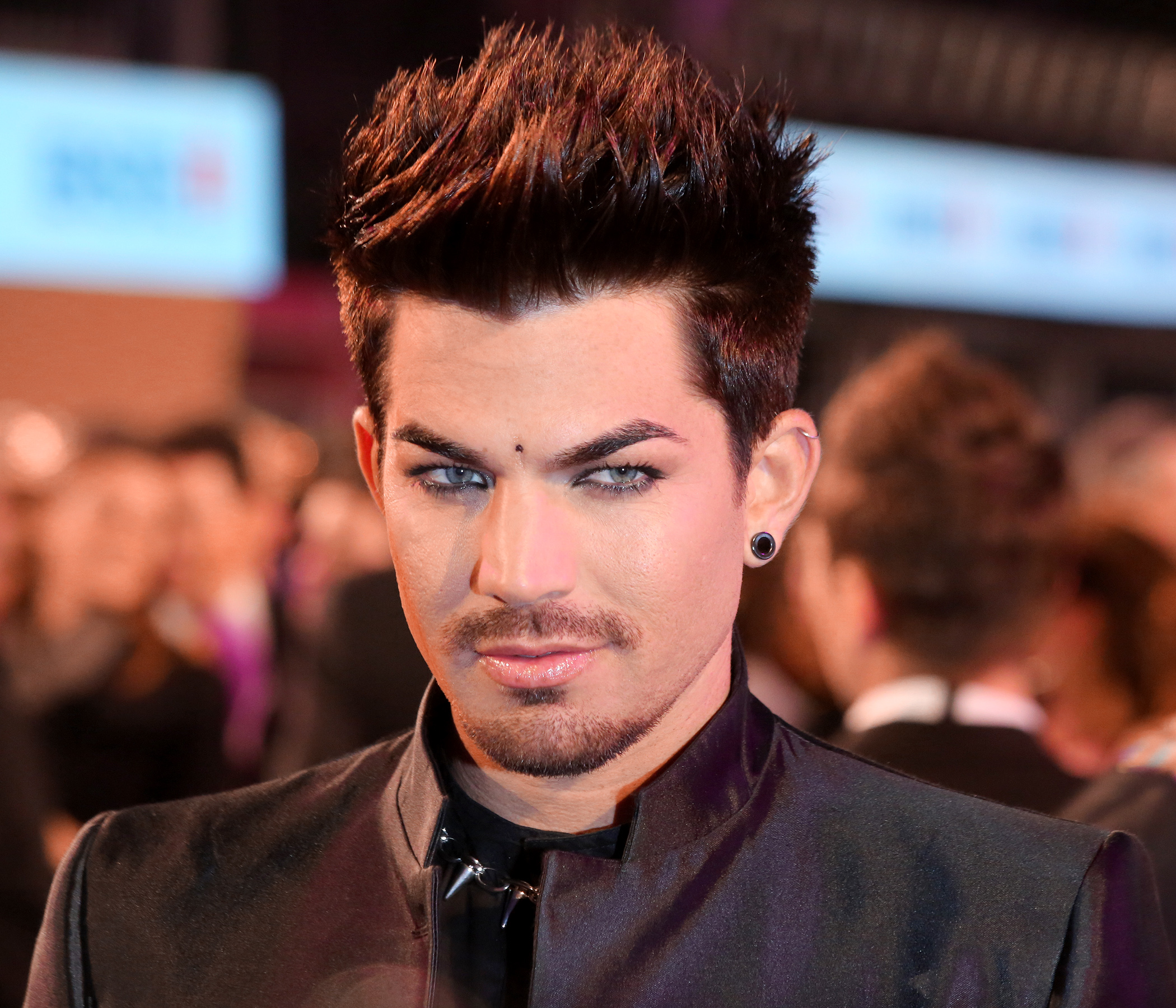
Adam Lambert en "Life Ball" en 2013.

## Vida personal
En 2009, en una entrevista con la revista americana "Rolling Stone" confesó que era homosexual y que le costó mucho decírselo a sus padres. Citó: "Un día mi madre me preguntó si quería tener novia, yo le contesté que no, entonces me preguntó si quería tener novio, y le dije, 'Bueno, no sé, a lo mejor'". Desde 2010, mantenía una relación con el presentador de televisión finlandés, Sauli Koskinen, la cual terminó en abril de 2013.

## Colaboradores en actuaciones y giras
Adam Lambert cuenta con una banda de músicos entre los que se encuentra , Tommy Joe Ratliff, el guitarrista, Ashley Dezerigian, la bajista, y Brian London como director musical y tecladista. También cuenta con bailarines profesionales, Taylor Green, Sasha Mallory, y sus viejos amigos personales, Terrance Demarcus Spencer y Brooke Wendle.

## Televisión
Por medio de un tuit en su cuenta oficial de Twitter, Ryan Murphy, el creador y productor de la serie estadounidense Glee, anunció a sus seguidores la presencia de Adam Lambert dentro del reparto de su show en el otoño de 2013. Inmediatamente la noticia fue acogida con sorpresa y alegría por los medios y el público en general, ya que se une a la quinta temporada de la mano de estrellas como Demi Lovato y Phoebe Strole. Su primera aparición fue en el cuarto capítulo de la temporada llamado "A Katy Or A Gaga" en el cual da vida a Elliott "Starchild" Gilbert, un joven de Nueva Jersey, pero residente en Nueva York, que hará amistad con los protagonistas de la serie al entrar en su banda de covers de Madonna, "Pamela Lansbury". Aún se desconoce el tiempo que Adam colaborará en la serie. En el primer episodios en que participó tuvo una rivalidad con el personaje de Chris Colfer. También realizó un cameo en un episodio de la serie Pretty Little Liars. 
Canciones cantadas en Glee
- "Marry The Night" (Episodio "A Katy Or A Gaga"). Canción original de Lady Gaga.
- "Roar" con Lea Michele, Demi Lovato, Chris Colfer, Naya Rivera y Nuevas Direcciones. (Episodio "A Katy Or A Gaga"). Canción original de Katy Perry.
- "Into the Groove" con Pamela Lansbury. (Episodio "Puppet Master"). Canción original de Madonna.
- "What Does The Fox Say?" con Lea Michele, Naya Rivera, Kevin McHale, Jenna Ushkowitz y Darren Criss. (Episodio "Puppet Master"). Canción original de Ylvis. aa
- "I Believe In a Thing Called Love" con Chris Colfer. (Episodio "Frenemies"). Canción original de The Darkness.
- "Barracuda" con Lea Michele. (Episodio "Trio"). Canción original de Heart.
- "Gloria" con Lea Michele y Naya Rivera. (Episodio "Trio"). Canción original de Laura Branigan.
- "The Happening" con Chris Colfer y Demi Lovato. (Episodio "Trio"). Canción original de The Supremes.
- "Hold On" con Kevin McHale, Chord Overstreet, Jenna Ushkowitz, Darren Criss y Pamela Lansbury. (Episodio "Trio"). Canción original de Wilson Phillips.
- "Rockstar" con Chris Colfer. (Episodio "New New York"). Canción original de A Great Big World.

## Premios Grammys y reconocimientos
| Año  | Nominado               | Categoría                                | Resultado |
| ---- | ---------------------- | ---------------------------------------- | --------- |
| 2009 | «Whataya Want from Me» | Mejor interpretación vocal pop masculina | Nominado  |

- Fue el primero en la historia del programa "American Idol" en recibir una ovación de pie de Simon Cowell y es catalogado como el mejor de todas las temporadas de dicho concurso.[cita requerida]
- Fue elegido para interpretar la banda sonora de la película "2012" e impactó al productor y a Brian May con su interpretación vocal.
- Fue nombrado cuarto hombre más sexy y soltero en la lista de "Hottest Bachelors 2009" de la revista People.
- El 7 de julio, ganó el premio "MR Twitter USA" y el 17 de septiembre el "Twitterwall World Idol".
- El 17 de noviembre ocupó el puesto número 10 de los 110 hombres más sexys de 2009 de la revista "People".
- Fue una de las diez personas más fascinantes del 2009.
- Ocupó el puesto número 1 en la revista "Rolling Stone" como artista top en 2009. .
- En 2010, fue elegido el hombre más sexy de la música por los lectores de la web Billboard.
- Junto con Ke$ha en la entrega de los "ASCAP Pop Music Awards" otorgó el premio del álbum del año a Max Martin y Dr. Luke.
- La revista "People" incluye a Adam Lambert en la lista de los más guapos del mundo.

## Proyectos benéficos y colaboraciones con organizaciones sin ánimo de lucro

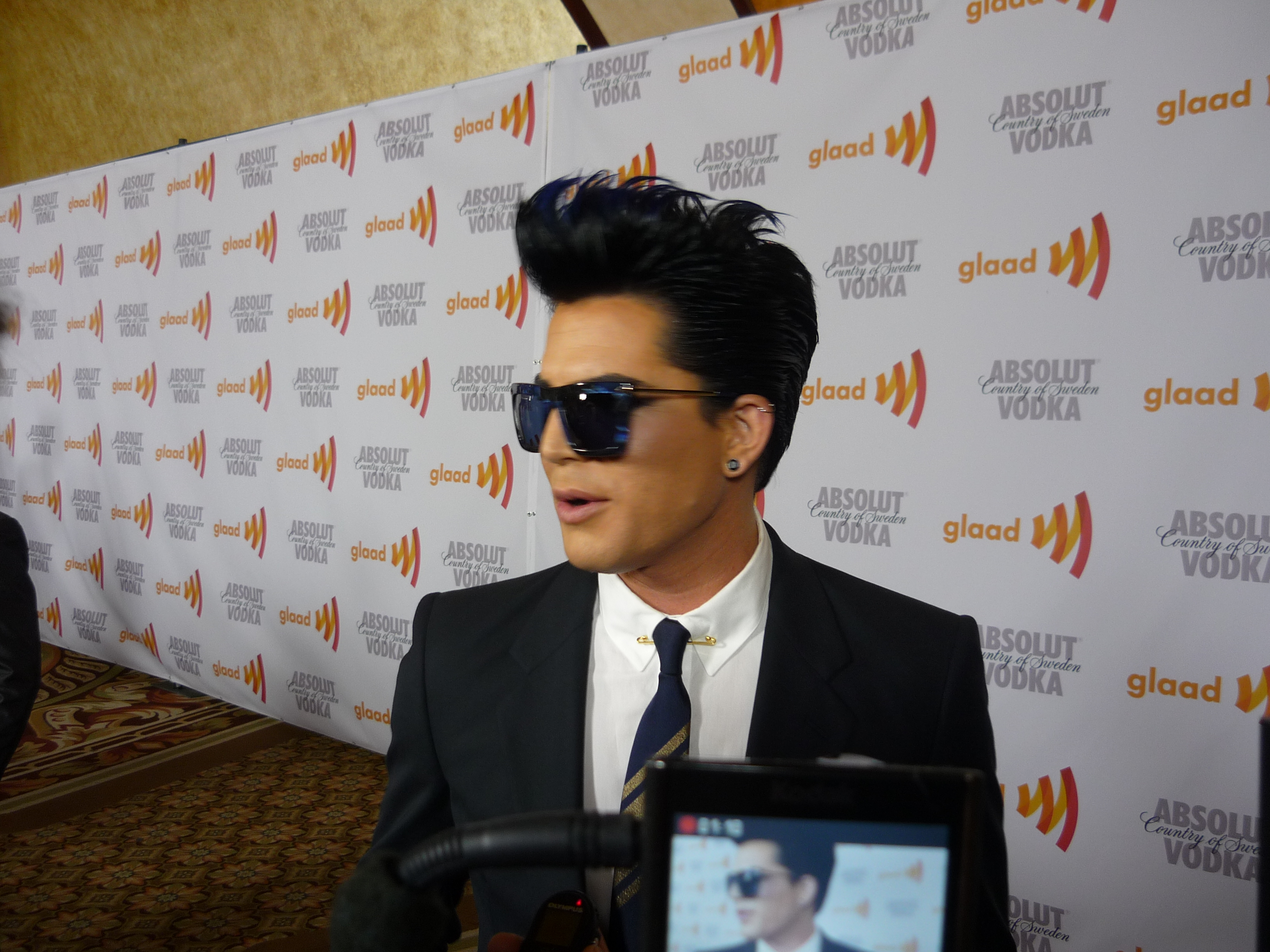
Adam Lambert en los GLAAD Media Awards en 2010.

Tras recibir miles y miles de regalos de sus fanes y fansites, en el verano del 2009. Adam Lambert decidió crear una competición benéfica en línea en apoyo a la educación musical mediante Donorchoose.org, donde sus diferentes grupos de fanes pudieron hacer donaciones, consiguiendo recopilar más de $229,000 (229.000 dólares). Adam recompensó al grupo que más donó finalizada la competición benéfica. 
Adam Lambert diseñó el colgante "Eye of Horus" para "Pennyroyal Silver" en beneficio de la asociación "Musicares". a
Él acudió a actos de la organización benéfica "The Art of Elysium".
En enero de 2010, por Twitter anima a sus fanes a hacer donaciones a Unicef para los afectados del terremoto de Haití y aparece en la "CBS Entertainment Tonight" para conseguir ayudas para la organización de la Cruz Roja, una donación de sus fanes de idolforums "Lamb Skanks International" y la cifra de 8.500 dólares que alcanzaron subastados en Ebay los calzoncillos que usó en su segunda aparición en el show de Ellen, fueron donados por Adam Lambert a la Cruz Roja.
El 9 de diciembre de 2009 interpreta el The Star-Spangled Banner en homenaje a Steven Spielberg por parte de la Liga Antidifamación, Steven le da las gracias por cantar y le dice que posee un asombroso don, que es uno de sus héroes y que sus hijos están impresionados por haberle conocido.
Adam Lambert actúa en la 21.ª edición de "La alianza gay y lésbica contra la difamación" GLAAD y promueve "No sólo promover la visibilidad en la comunidad Gay y Lésbica, sino promover la diversidad en la comunidad Gay y Lésbica." , Rob Halford fue el encargado de su presentación y personalmente dio las gracias por tener a Adam Lambert en esta comunidad.

## Discografía
Álbumes de estudio
- 2009: For Your Entertainment
- 2012: Trespassing
- 2015: The Original High
- 2020: Velvet
- 2023: High Drama

## Giras musicales
- 2009: American Idols Live! Tour 2009
- 2010: Glam Nation Tour
- 2012: Queen + Adam Lambert Tour 2012
- 2013: We Are Glamily Tour
- 2014-2015: Queen + Adam Lambert Tour (Catálogo de Queen)
- 2016: The Original High World Tour
- 2018:"Queen + Adam Lambert Tour" (40th Anniversary of NEWS OF THE WORLD).
- 2019-2024: Queen + Adam Lambert (The Rhapsody Tour)